# Роберто Витори
Роберто Витори (на италиански: Roberto Vittori) е четвъртият италиански астронавт и член на Европейския астронавтски корпус на Европейската космическа агенция (ESA). 417-ия човек в Космоса.

## Биография
Роден е на 15 октомври 1964 г. във Витербо, Лацио, Италия. Завършва италианската Академия на ВВС през 1989 и е на стаж в САЩ, където управлява реактивен самолет „Торнадо“. През 1995 г. завършва висше образование във Военноморското училище за летци „Патаксент Ривър“ (Patuxent River) в Мериленд, САЩ. След това служи в италианския Изпитателен център за пилоти-разработчици на новия европейски самолет EF2000. Витори управлява „Торнадо GR1“ в състава на 155-и ескадрон в Пиаченца (Италия) от 1991 до 1994 г. През този период той овладява до съвършенство техниката на дозареждане на самолети във въздуха. Като цяло той прекарва във въздуха повече от 1700 часа и управлява 40 различни самолета, включително F-104, F-18, AMX, М-2000, G-222 и P-180.
През август 1998 е избран за представител на ЕКА вЕвропейската астрономическа организация и изпратен в Космическия център „Линдън Джонсън“ в Хюстън, щата Тексас. През този период на тренировки и обучение, Витори служи на различни технически длъжности в Астрономическия център на NASA.

## Союз ТМ-34
От 25 април до 5 май 2002 г., по силата на споразумение между Федералната космическа агенция на Русия, Италианската космическа агенция, ASI и EKA, Роберто Витори участва в полета на космическия кораб „Союз ТМ-34“ до МКС (ISS). По време на пребиваването си на борда на МКС той работи заедно с екипажа върху четири европейски научни експерименти. По време на мисията успешно „инсталирана“ нова „спасителна лодка“ на станцията, за спасяване на екипажа в случай на извънредна ситуация на борда. Витори се връща на Земята на борда на кораб „Союз ТМ-33“.

## Союз ТМА-6
На 15 април 2005 Роберто Витори участва във втори полет на МКС (ISS) на космическия кораб „Союз ТМА-6“ и се връща на Земята на 24 април с кораба „Союз ТМА-5“. Той става първият европейски космонавт, два пъти посетил ISS и участвал в експериментите по отглеждане на зърнени култури в космоса, като алтернатива захрана на космонавтите.

## Награди
- Сребърен кръст „За заслуги“ (1997),
- Златен медал „За авиационно мъжество“ (2002),
- Орден „За заслуги пред Италианската република“, степен офицер, 22 май 2002 г.,
- Орден „За заслуги пред Италианската Република“, степен командор, 14 май 2005 г.